# Emery Barracks
Die Emery Barracks war eine Kasernenanlage im Stadtteil Dürrbachau der Stadt Würzburg.
Als Nord-Kaserne wurde diese Kaserne 1936 für die Wehrmacht erbaut und von ihr bis 1945 genutzt. 1938 wurde die Kaserne in Adolf-Hitler-Kaserne umbenannt.
Nach dem Zweiten Weltkrieg wurde das Areal von den Amerikanern übernommen, zu Emery Barracks umbenannt und war bis 1992 Teil der US-Garnison Würzburg.

## Lage
Das Areal der ehemaligen Emery Barracks im Stadtbezirk Dürrbachtal erstreckt sich entlang der Veitshöchheimer Straße, Rothofstraße und Pfaffenbergstraße.

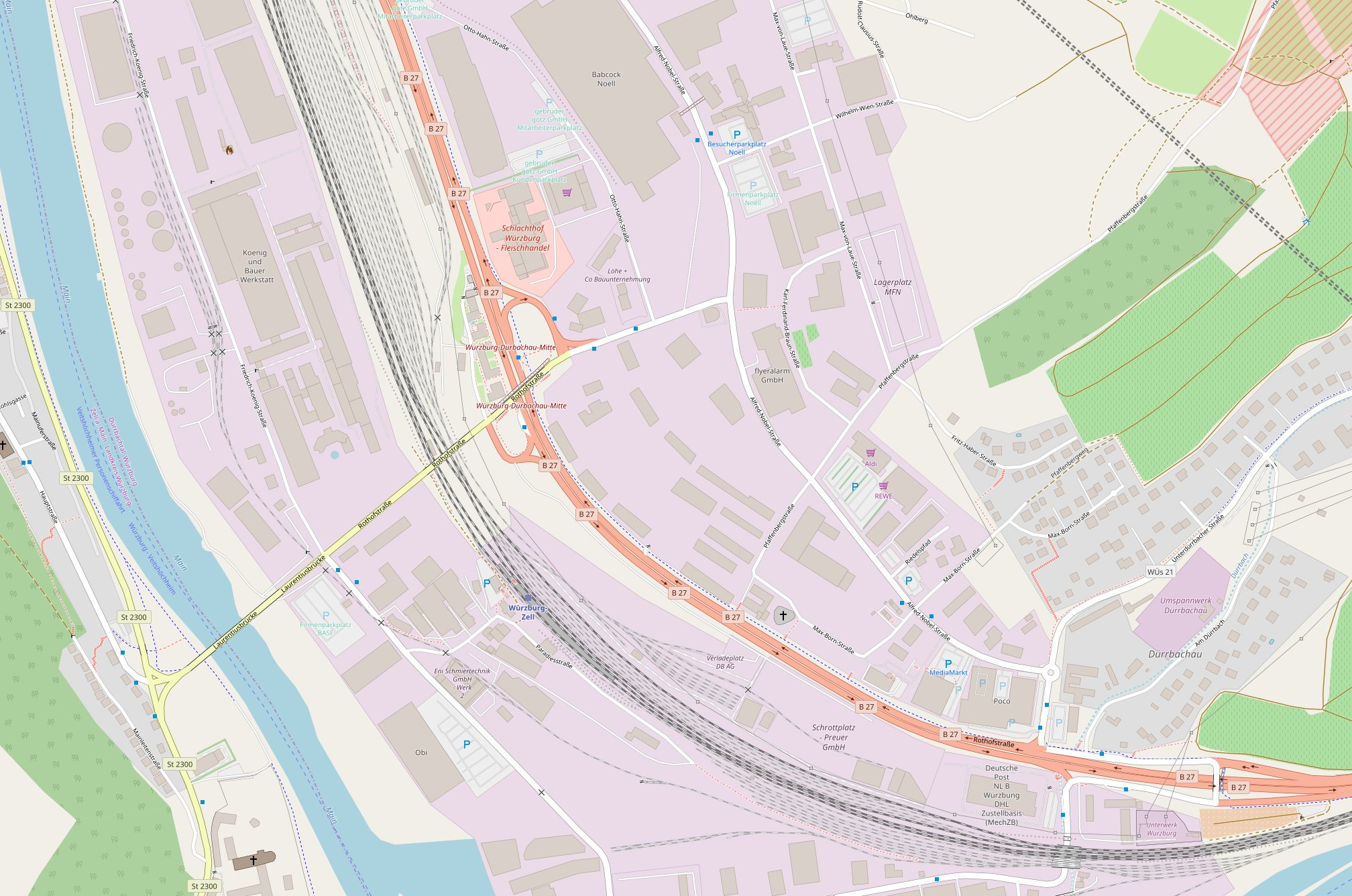
Karte Standort der ehemaligen Emery Barracks

## Geschichte
Die militärische Liegenschaft beherbergte die 69th Air Defense Artillery Group, eine Flugabwehreinheit mit HAWK-Raketenstellungen auf dem Pfaffenberg, ab 1982 mit dem Patriot-Flugabwehrraketen-System. Schießübungen absolvierten die Soldaten im Mittelmeer vor Kreta. 1992 verließen die letzten US-Soldaten die Emery Barracks. 

## Konversion
Heute dient der Komplex als Asylbewerberunterkunft des Freistaats Bayern.